# Dzubukuá
El dzubukuá (dzubucua), o kiriri, és una llengua karirí extingida parlada les illes del riu São Francisco vora Cabrobó, Pernambuco, al Brasil. De vegades es considera un dialecte d'una sola llengua karirí. Hi ha disponible una breu descripció gramatical.

## Fonologia
Fonologia de la llengua dzubukuá:

### Consonants
|            |            | Labial | Alveolar | Palatal | Velar | Glotal |
| ---------- | ---------- | ------ | -------- | ------- | ----- | ------ |
| Oclusiva   | sorda      | p      | t        |         | k     |        |
| Oclusiva   | sonora     | b      | d        |         | ɡ     |        |
| Nasal      | Nasal      | m      | n        | ɲ       |       |        |
| Bategant   | Bategant   |        | ɾ        |         |       |        |
| Fricativa  | Fricativa  |        |          |         |       | h      |
| Africada   | sorda      |        | t͡s       |         |       |        |
| Africada   | sonora     |        | d͡z       |         |       |        |
| Lateral    | Lateral    |        | l        |         |       |        |
| Aproximant | Aproximant | w      |          | j       |       |        |

### Vocals
Els sons vocàlics es presenten com [i, ɨ, u, e, o, a] i [œ] que s'escriu com a doble vocal oe. Les vocals nasals es pronuncien com [ɐ̃, ẽ, ĩ, õ, ũ] juntament amb les vocals dobles nasalitzades oê i aê, que no es pronuncien com a diftongs, sinó com a monoftongs nasalitzats [œ̃, æ̃].

## Vocabulari
Per obtenir una extensa llista de vocabulari dzubukuá de De Queiroz (2008), vegeu el corresponent article en portuguès.